# Voltago Agordino
Voltago Agordino es una localidad y comune italiana de la provincia de Belluno, región de Véneto, con 951 habitantes.

## Evolución demográfica
| Gráfica de evolución demográfica de Voltago Agordino entre 1861 y 2001 |
|                                                                        |
| Fuente ISTAT - elaboración gráfica de Wikipedia                        |